# Ext
Extended File System (расширенная файловая система), сокращённо ext или extfs — первая файловая система, разработанная специально для ОС на ядре Linux. Представлена в апреле 1992 г. для ядра Linux 0.96c.
Используемая структура метаданных была разработана Реми Кардом, на создание которой его вдохновила Unix File System (UFS). Целью было преодолеть ограничения файловой системы Minix File System — в новой файловой системе наибольший возможный размер раздела и файла увеличен до 2 Гб, а максимальная длина имени файла — до 255 байт.
ext стала первой файловой системой ОС Linux, расширявшей файловую систему Minix.. В январе 1993 Frank Xia предпринял независимую попытку расширения ФС minix под названием xiafs (автор предлагал также переименовать её в linuxfs), и изначально xiafs казалась более стабильной, чем ext. Однако в xiafs, поддерживающей разделы до 2 ГБ, файлы всё ещё были ограничены объемом в 64 МБ. В отличие от ext с единственной меткой времени, в xiafs поддерживались три метки времени (время создания, модификации и последнего доступа).
В январе 1993 года на базе ФС ext началось создание расширяемой файловой системы ext2, в которой поддерживались разделы до 2 ТБ и три метки времени. Позже ext2 стала основой для ext3 (2000 год) и ext4 (около 2006 года).
Со временем ext2 вытеснила xiafs и ext благодаря долгосрочной жизнеспособности.
В январе 1997 года поддержка ext и xiafs была окончательно удалена из ядра (с версии 2.1.21).